# Mardukxapikzeri
Mardukxapikzeri o Marduk-šāpik-zēri va succeir Marduknadinakhkhe com a rei de Babilònia. Formava part de la Segona dinastia d'Isin, IV dinastia de Babilònia. Se suposa que era nebot de Nabucodonosor I i cosí d'Enlilnadinapli. Va pujar al tron cap a l'any 1080 aC quan Marduknadinakhkhe que segons algunes fonts era el seu pare però també se'l fa el seu germà, va morir en la guerra contra Assíria.
Els assiris van ocupar el 1080 aC Dur-Kurigalzu, Sippar, Xamaix, Annunitum, Babilònia i Opi i el seu pare, Marduknadinakhkhe, va morir en la lluita, potser durant la conquesta de la ciutat de Babilònia pels assiris. Els assiris van saquejar el país, però no hi van restar i Mardukxapikzeri es va poder establir a la seva capital. Una època de gana va marcar el seu regnat i es van produir escenes de canibalisme.
El rei va anar a Assíria al cap d'uns tretze anys buscant la seva aliança contra els Akhlamu o arameus, i quan va tornar a Babilònia, un arameu anomenat Adadapaliddina li havia usurpat el tron.